# Aalst
Aalst er en by i Flandern i det nordvestlige Belgien. Byen ligger i provinsen Østflandern, ved bredden af floden Dender. Indbyggertallet er på ca. 88.854 (2022) mennesker.